# ИМР-2
ИМР-2 (Инженерная машина разграждения — вторая модель) — советский специальный (инженерный) танк.
Позднее, в 1990-е годы, была выпущена модернизированная машина ИМР-2М и другие модификации (См. ниже).

## История создания
Машина ИМР-2 была сконструирована в Омске в КБТМ, а навесное оборудование и разработка проектной, конструкторской и технологической документации в Специальном конструктрском бюро СКБ-200 Челябинского тракторного завода и Новокраматорским машиностроительным заводом (доработка шасси, гидравлика, головной разработчик опытных машин). Разработкой руководил А. А. Моров. В 1980 году боевая машина была принята на вооружение инженерных войск ВС Союза ССР, а с 1982 года организовано её серийное производство. Серийно машина изготавливалась в Нижнем Тагиле на Уралвагонзаводе и Новокраматорским машиностроительным заводом в Краматорске.

## Описание конструкции
Основное предназначение ИМР-2: создание колонных путей в труднопроходимых местах для продвижения войск, а также создание проходов в минных полях. Для выполнения этих задач на ИМР-2 имеются:
1. Электромагнитная приставка ЭМТ и установка разминирования;
2. Бульдозерное и крановое оборудование;
3. Колейный ножевой минный трал со штыревыми взрывателями.

### Броневой корпус и башня
Броневой корпус полностью герметичен и обеспечивает защиту экипажа от радиации с коэффициентом ослабления 10. В корме расположена установка разминирования, а в башне оператора находится установка с 7,62-мм пулемётом ПКТ.

### Вооружение
В качестве основного вооружения используется 7,62-мм танковый пулемёт ПКТ, кроме пулемёта с ИМР-2 поставляются:
1. Автоматы с боекомплектом 150 патронов;
2. 10 Гранат Ф-1;
3. Сигнальный пистолет с 30 сигнальными ракетами.

### Ходовая часть
За базу было взято шасси основного боевого танка Т-72, имевшее по классификации ГБТУ обозначение «Объект 637».

### Специальное оборудование
В состав специального оборудования ИМР-2 входят:
1. Система подводного движения;
2. Система автоматического пожаротушения;
3. Система противоатомной защиты;
4. Фильтро-вентиляционная установка;
5. Рентгенометр-радиометр ДП-3Б;
6. Система дымозапуска;
7. Прибор химической разведки ВПХР;

#### Бульдозерное оборудование
Машина снабжена бульдозерным оборудованием, которое имеет три режима работы: бульдозерное, двухотвальное и грейдерное. Режимы могут меняться дистанционно без выхода экипажа из машины. Производительность бульдозера позволяет засыпать рвы и воронки, а также двигать обломки. Ширина бульдозера в грейдерном положении составляет 3,4 м, в бульдозерном — 4,15 м, а в двухотвальном — 3,56 м. В походном положении бульдозерное оборудование поднято и находится на крыше.

#### Телескопическая стрела
Для расчистки прохода от деревьев, обрушенных стен, выдергивания столбов и заборов на ИМР-2 имеется телескопическая стрела с захватом-манипулятором грузоподъёмностью 2 тонны. Темп прокладки проходов в лесных массивах и завалах составляет от 8 до 12 км/ч. Максимальный вылет стрелы составляет 8800 мм. Также имеется возможность использовать стрелу совместно со скребком-ковшиком объёмом 0,4 м³ для землеройных работ с производительностью 40 м³ грунта в час. В походном положении стрела сдвинута назад и развёрнута.

## Модификации

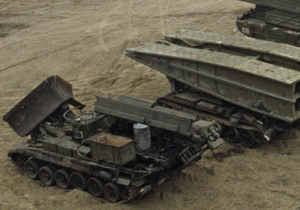
Инженерная машина разграждения ИМР-2 и мостоукладчик МТ-55

- ИМР-2М1 — модернизация ИМР-2. Без установок удлиненного заряда разминирования, дальномера и пулемета ПКТ.[5].
- ИМР-2МА — переходный вариант, в составе отсутствуют пусковые установки для разминирования, пулемёт и дальномер. В состав стрелового оборудования был добавлен скребок-рыхлитель, производился с 1987 по 1990 годы[6].
- ИМР-2М2 — модернизация ИМР-2. Вместо клещевого захвата установлен универсальный рабочий орган[6].
- Объект 032 — безэкипажная рабочая машина инженерного роботизированного комплекса «Клин-1» с дистанционным управлением на базе ИМР-2Д для действий в зонах радиации[5].
- ИМР-2В «Сотник» — модернизация ИМР-2 для ликвидации аварии на ЧАЭС, обеспечивала до 80-120 раз уменьшение влияния радиации на экипаж, изготовлено 28 экземпляров.
- ИМР-2Е «Двухсотник» — модернизация ИМР-2 для ликвидации аварии на ЧАЭС, обеспечивала до 250 раз уменьшение влияния радиации на экипаж, изготовлено 3 экземпляра.
- ИМР-2Д «Тысячник» — модернизация ИМР-2 для ликвидации аварии на ЧАЭС, обеспечивала до 1000-2000 раз уменьшение влияния радиации на экипаж, изготовлено 10 экземпляров[7].

## Служба и боевое применение

### Вооружённые конфликты
- Афганская война (1979—1989)[4]
- Чеченский конфликт[4]
- Вторжение России на Украину (с 2022 года)[8]

### Применение в условиях повышенной радиации
- Ликвидация последствий Аварии на Чернобыльской АЭС
- Консервация озера Карачай[9][10]

### Другое использование
ИМР-2 используются для ликвидации последствий взрывов на складах боеприпасов.
Также ИМР-2 периодически используется чрезвычайными службами России и Украины и инженерными войсками ВС РФ, например, в случае тяжёлых снежных заносов или для расчистки русел рек.

## Оценка машины
В ходе боевого применения ИМР-2 показала свою высокую эффективность. Кроме того в ходе ликвидации последствий аварии на Чернобыльской АЭС оказалось, что ИМР-2 единственная машина, которая была способна работать в непосредственной близости с разрушенным ядерным реактором.
Настоящая работа этой машине нашлась в страшные дни мая 1986 года у четвёртого блока Чернобыльской АЭС. Только тогда эту машину оценили по достоинству. ИМР оказалась единственной машиной, способной работать возле разрушенного ядерного реактора. Она одна оказалась в состоянии расчистить проходы к реактору, выполнить необходимые замеры, удалять разбросанные вокруг реактора обломки стержней с ядерным топливом, остатки стен. Она же начинала возводить вокруг реактора саркофаг, доставляла и устанавливала крановое оборудование.

Едва ли не все стоявшие тогда в строю ИМРы оказались в Чернобыле и все они остались навсегда там. За время работы машины набирали так много радиации, что броня сама становилась радиоактивной. Десятки, если не сотни ИМРов среди сотен других машин стоят на заброшенном аэродроме времён войны возле Припяти.— Веремеев Ю.Г.
Сказанное относится не только к машине, описанной в данной статье, но и к более старой модели — см. статью Инженерная машина разграждения.